# Wasserlandestelle Angoon

i7
i11
i13

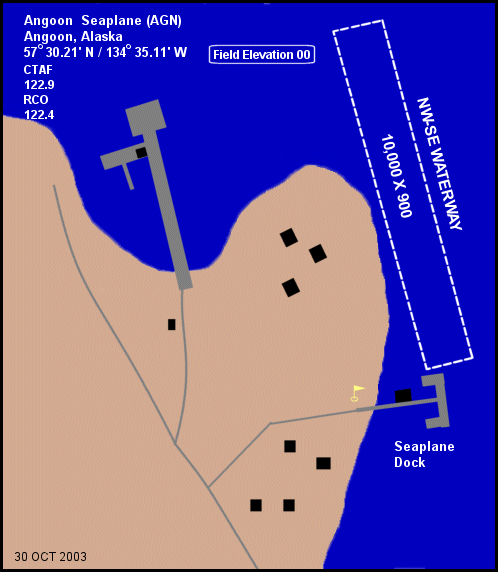
Standort der Wasserlandestelle Angoon.

Die Wasserlandestelle Angoon (englisch Angoon Seaplane Base, IATA-Code: AGN, ICAO-Code: PAGN) ist ein staatlicher Landeplatz für Wasserflugzeuge, welcher sich 2 km südöstlich von Angoon, eines Städtchens auf Admiralty Island in Alaska, befindet.  Der reguläre Linienflugbetrieb wird durch das Essential-Air-Service-Programm des amerikanischen Verkehrsministeriums subventioniert.
Gemäß Aufzeichnungen der Federal Aviation Administration verzeichnete der Flughafen 1680 Flugbewegungen im Jahre 2010, wodurch er als General Aviation Airport, und nicht als Commercial Service Airport, wofür mindestens 2500 Flüge registriert werden müssen, eingestuft wurde.

## Infrastruktur
Die Wasserlandestelle Angoon hat einen Landebereich mit der Bezeichnung NW/SE, welche die Fläche von 3048 × 274 Metern aufweist.

## Fluggesellschaften und Flugziele
| Fluggesellschaft         | Flugziele |
| ------------------------ | --------- |
| Alaska Seaplane Services | Juneau    |